# Estigmene obliquifascia
Estigmene obliquifascia är en fjärilsart som beskrevs av George Francis Hampson 1894. Estigmene obliquifascia ingår i släktet Estigmene och familjen björnspinnare. Inga underarter finns listade i Catalogue of Life.